# Wojska lądowe
Wojska lądowe – rodzaj sił zbrojnych przeznaczony do wykonywania zadań operacyjnych przede wszystkim na obszarach lądowych.
Mają na celu obronę granic lądowych, bądź atak na terytorium nieprzyjaciela bezpośrednio tam wkraczając.
Składają się z wojsk operacyjnych, wojsk obrony terytorialnej oraz jednostek i instytucji podporządkowanych Dowództwu Wojsk Lądowych. Wojska operacyjne w czasie realizacji określonych przedsięwzięć alarmowych podporządkowywane mogą być dowództwu sojuszu. Wojska obrony terytorialnej, instytucje i jednostki centralne Dowództwa Wojsk Lądowych pozostają pod dowództwem narodowym.
W okresie pokoju wojska lądowe utrzymują jednostki, które po krótkotrwałym okresie przygotowania uczestniczyć mogą w przezwyciężaniu sytuacji kryzysowych w ramach misji pokojowych, brać udział w przezwyciężaniu skutków klęsk żywiołowych i katastrof oraz w pomocy humanitarnej.
W okresie kryzysu, wykorzystując jednostki reagowania i część sił głównych zapewniają swobodę operacyjną osłaniają linie komunikacyjne, wspierają działania wojsk sojuszniczych, a poprzez rozwinięcie operacyjne i realizację zadań pogotowia operacyjnego przyczyniają się do deeskalacji napięcia lub przygotowują do prowadzenia operacji obronnej.
W okresie wojny (konfliktu), po przeprowadzeniu mobilizacji osiągają gotowość bojową i biorą udział w zachowaniu bądź przywróceniu integralności terytorialnej państwa i sojuszu poprzez:
- obronę terytorium
- załamanie natarcia przeciwnika i odzyskanie utraconego terytorium
- osłonę rejonów i obiektów w głębi, ochronę linii komunikacji utrzymanie swobody operacyjnej

## Struktura wojsk lądowych
- zmechanizowane i pancerne
- obrony przeciwlotniczej
- rakietowe i artyleria
- chemiczne
- inżynieryjne
- aeromobilne
- rozpoznania i walki radioelektronicznej
- łączności i informatyki

Podział wojsk ze względu na przeznaczenie:
- jednostki walczące
  - zmechanizowane
  - pancerne
  - zmotoryzowane
  - piechoty górskiej
  - desantowo szturmowe
  - kawalerii powietrznej
- jednostki wspierające
  - rakietowe i artyleryjskie
  - obrony przeciwlotniczej
  - inżynieryjne
  - lotnictwa wojsk lądowych
  - obrony przeciwchemicznej
- jednostki wsparcia dowodzenia
  - dowodzenia
  - łączności
  - rozpoznania
  - walki elektronicznej
- jednostki logistyczne
  - zaopatrzenia
  - techniczne
  - medyczne
  - transportowe